# Jensen Group
Jensen Group («Дженсен Груп») —  инвестиционная компания российского рынка недвижимости. Все усилия компании сфокусированы на инвестициях в Санкт-Петербурге и Ленинградской области. В настоящее время в распоряжении Jensen Group активы общей стоимостью более 500 миллионов долларов США. Штаб-квартира компании расположена в Санкт-Петербурге (Невский проспект, 32).

## Деятельность
Деятельность Jensen Group сконцентрирована на трех направлениях:
- Приобретение и развитие земельных участков, а также строительство объектов недвижимости на этих территориях.
- Перестройка и реконструкция устаревших индустриальных объектов.
- Инвестирование в неэффективно используемые или недооцененные активы, имеющие хороший потенциал роста.

## Активы
Jensen Group инвестирует и управляет объектами торговой, офисной, промышленной, складской и загородной недвижимости в Санкт Петербурге.
В 2012 г. инвестиционный фонд Jensen Group купил здание торгового центра «Супер сива» — улица Савушкина, 119
В сентябре 2011 г у структур банка ВТБ выкуплен исторический универмаг «Пассаж» — Невский проспект, 48.
В январе 2011 г. приобрела бизнес-центр по адресу: набережная Адмирала Макарова, 32.

В 2008 среди приобретений Jensen Group фигурируют универмаг «Юбилей» на Свердловской набережной, 60, и помещения по адресам : Малая Садовая, 3/54; Большой проспект П. С. 51/9; Финляндский проспект, 1.
В 2003 г. Jensen Group приобрела 92 % акций Сестрорецкого инструментального завода имени С. П. Воскова — Сестрорецк, улица Воскова 3.
Среди остальных активов выделяются земельные массивы в поселке Сосново и Кобралово, а также офисные помещения на Невском 32, канале Грибоедова, д. 10 и д. 12.

## Фонды
Под управлением Jensen Group находятся два институциональных фонда в Петербурге: Jensen Russian Real Estate Fund I и Jensen Russian Real Estate Fund II.
Первый с бюджетом 100 млн долларов США, был создан в 2006 году, а затем закрыт. На его средства были куплены часть Сестрорецкого инструментального завода, земельный участок в Сосново, а также портфолио торговых объектов на Невском пр., Петроградской стороне и Свердловской набережной.
Второй фонд был сформирован в 2008 году. На его средства компания в январе 2011 года приобрела бизнес-центр на набережной Адмирала Макарова, 32 ,здание торгового центра «Супер сива», а также в сентябре купила универмаг «Пассаж».